# 科尔维曼迪拉金德拉普拉
科尔维曼迪拉金德拉普拉（Kolvi Mandi Rajendra pura），是印度拉贾斯坦邦Jhalawar县的一个城镇。总人口7860（2001年）。

## 人口
该地2001年总人口7860人，其中男性4119人，女性3741人；0—6岁人口1200人，其中男657人，女543人；识字率68.13%，其中男性为76.23%，女性为59.21%。